# Garden (canción de Pearl Jam)
Garden es la novena canción de Ten, álbum debut del grupo de música grunge estadounidense Pearl Jam. La canción es creación de Eddie Vedder (letra) y Stone Gossard y Jeff Ament (música). Es una de las canciones que pocas veces han interpretado en vivo, y cuando lo hacen tocan una versión diferente, cambiando la introducción con la guitarra como aparece en el álbum.